# Dragowisztica (rzeka)
Dragowisztica (serb. Драговиштица – Dragovištica, bułg. Драговищица) – rzeka w południowo-wschodniej Serbii i w zachodniej Bułgarii, prawy dopływ Strumy w zlewisku morza Egejskiego. Długość – 63 km.
Dragowisztica powstaje w górach Vardenik w południowo-wschodniej Serbii z połączenia dwóch małych rzek – Božičkej reki i Ljubatskej reki. Miejsce połączenia rzek znajduje się na wysokości 787 m n.p.m. koło miasta Bosilegrad. Rzeka płynie na południowy wschód, tuż przed granicą bułgarsko-serbską przyjmuje swój największy dopływ – Brankovačką rekę i przecina granicę koło bułgarskiej wsi Dolno Ujno. Wpada do Strumy w jej górnym biegu, u stóp pasma górskiego Konjawska płanina.